# Hvor er liget, Møller?
Hvor er liget, Møller? er en spillefilm fra 1971 instrueret af Preben Kaas efter eget manuskript.

## Handling
Den unge danske pige Helle Berg har fra en fjern slægtning arvet et forfaldent hus på Sct. Thomas. Hun forfølges af nogle personer, der ved hjælp af makabre tricks forsøger at drive hende til selvmord. Et omfattende plot står bag, men hun får hjælp af et par særprægede danskere, der viser sig at være privatdetektiver.